# 제세동

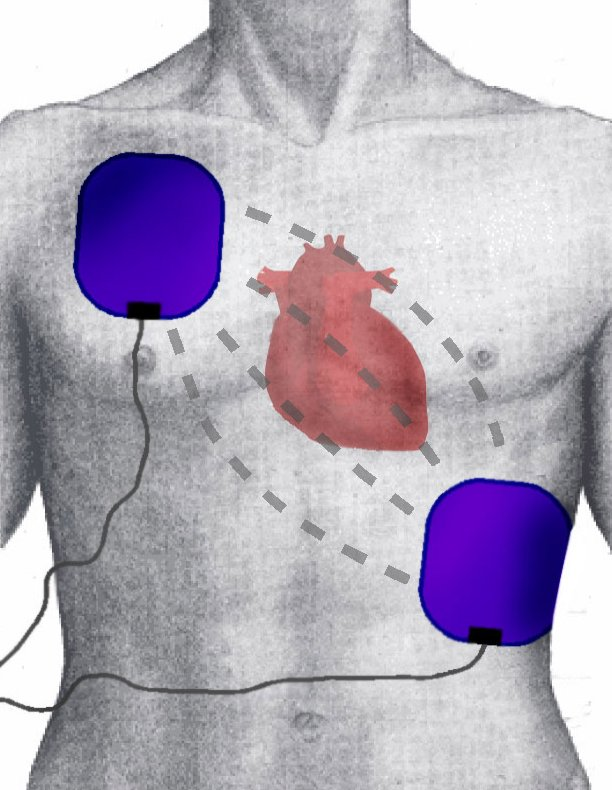
제세동기 전극 위치

제세동(除細動, 영어: defibrillation)은 생명에 위협적인 부정맥, 심실세동, 무맥성 심실빈맥의 가장 일반적인 치료법이다. 제세동은 제세동기(除細動器, 영어: defibrillator)를 이용하여 환자의 심장에 치료유효량의 전기적 에너지를 가해주는 것으로 이루어진다. 제세동기는 동방결절에서 부정맥을 멈추게 할 만큼의 심장 근육을 탈분극 시키고, 동방결절에서 심장 박동 조절 기능을 하여, 정상동율동으로 다시 돌아오도록 한다.
제세동기는 사용되는 장치에 따라 외부형, 경정맥형, 삽입형 제세동기로 나눌 수 있다. 자동형 제세동기라 알려진 대부분의 외부형 제세동기는 환자의 박동을 자동적으로 진단 해주기 때문에 기계사용법을 전혀 익히지 않더라도 사고 초기 대응자나 어떠한 사람이더라도 쉽게 사용할 수가 있다. 심실세동을 제거한다는 뜻인 제세동의 개념을 잘 모르는 일반인을 위해 제세동기를 심장충격기(心臟衝擊器)로 순화하여 부르기도 한다.

## 종류

### 수동 체외식 제세동기

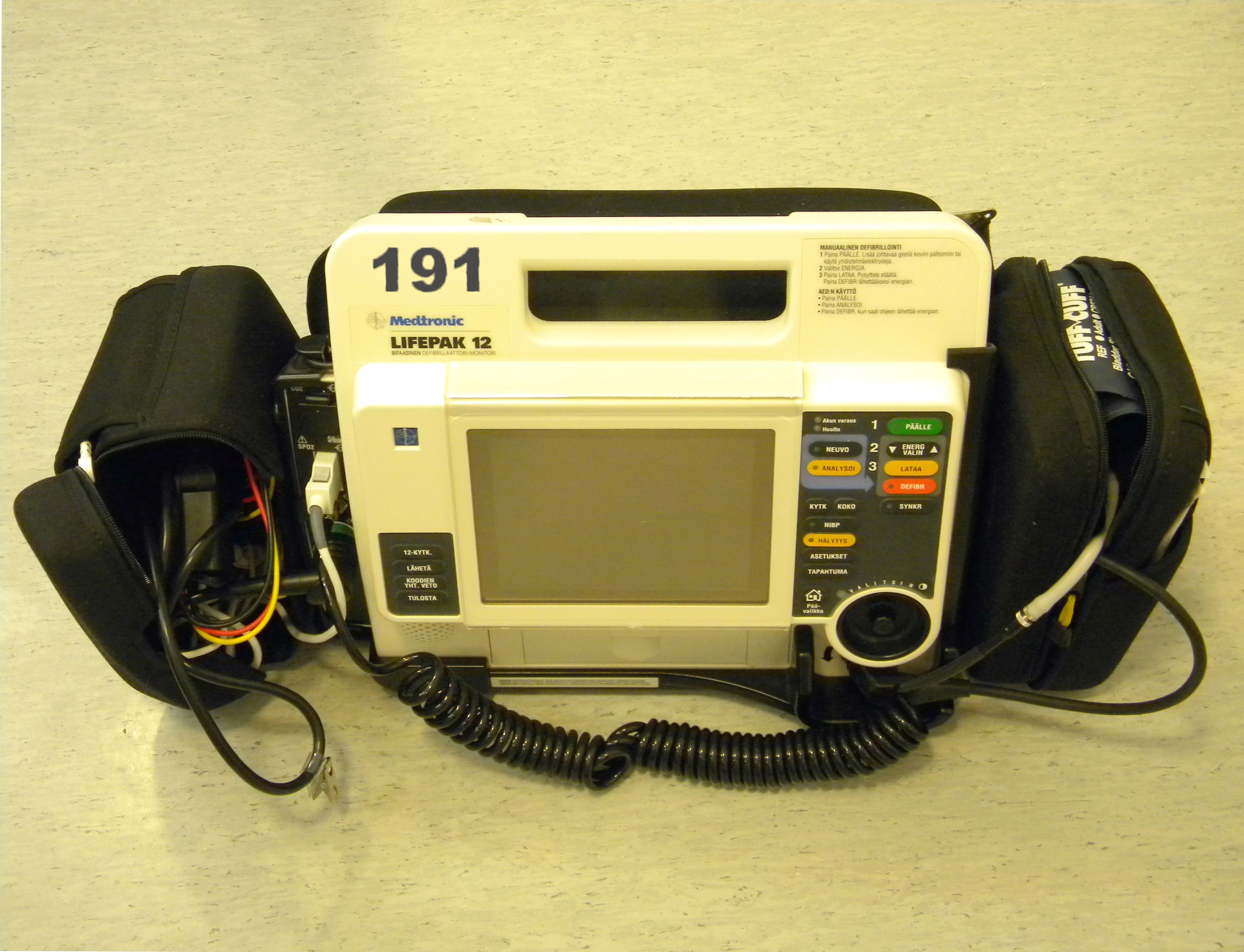
A Lifepak 12® 수동 체외식 제세동기 & 모니터.

수동 체외식 제세동기는 의료진들이 심전도 검사기와 함께 심장의 상태를 진단하기 위해서 쓴다. 의료진들은 입증된 가이드라인과 경험을 바탕으로 얼마의 전기에너지(electrical energy)를 줄 것이냐를 결정하여, 환자의 가슴부위에 부착한 패들을 통해 쇼크(shock)를 준다. 이 제세동기는 자세한 의학적 지식을 필요로 하기 때문에, 일반적으로 응급 의료종사자에 의해서만 병원과 앰뷸런스에서만 쓰인다. 예를 들어, 영국의 국영 응급 의료 시스템에서 운영되는 모든 앰뷸런스는 동반된 의료진들과 기술자들이 사용할 수동 제세동기를 갖추고 있다. 미국에서는 응급 의료진들과 모든 보조 의료진들은 생명에 치명적인 부정맥을 알아볼 수 있도록, 그리고 적절한 상황에서 수동 제세동기를 이용해 적절하게 대처할 수 있도록 교육 받는다.

### 수동 체내식 제세동기
수동 체내식 제세동기는 Beck and Lown이 만든 기계에서 파생 되어 나오게 되었다. 그 기계는 전기에너지가 내부의 패들에서 심장으로 직접적으로 전달 되는 점을 제외하곤 사실상 외부형에 있어서는 거의 이상적이었다. 이 수동 체내식 제세동기는 거의 개흉 수술을 하는 수술실에서만 사용된다.

### 자동심장충격기

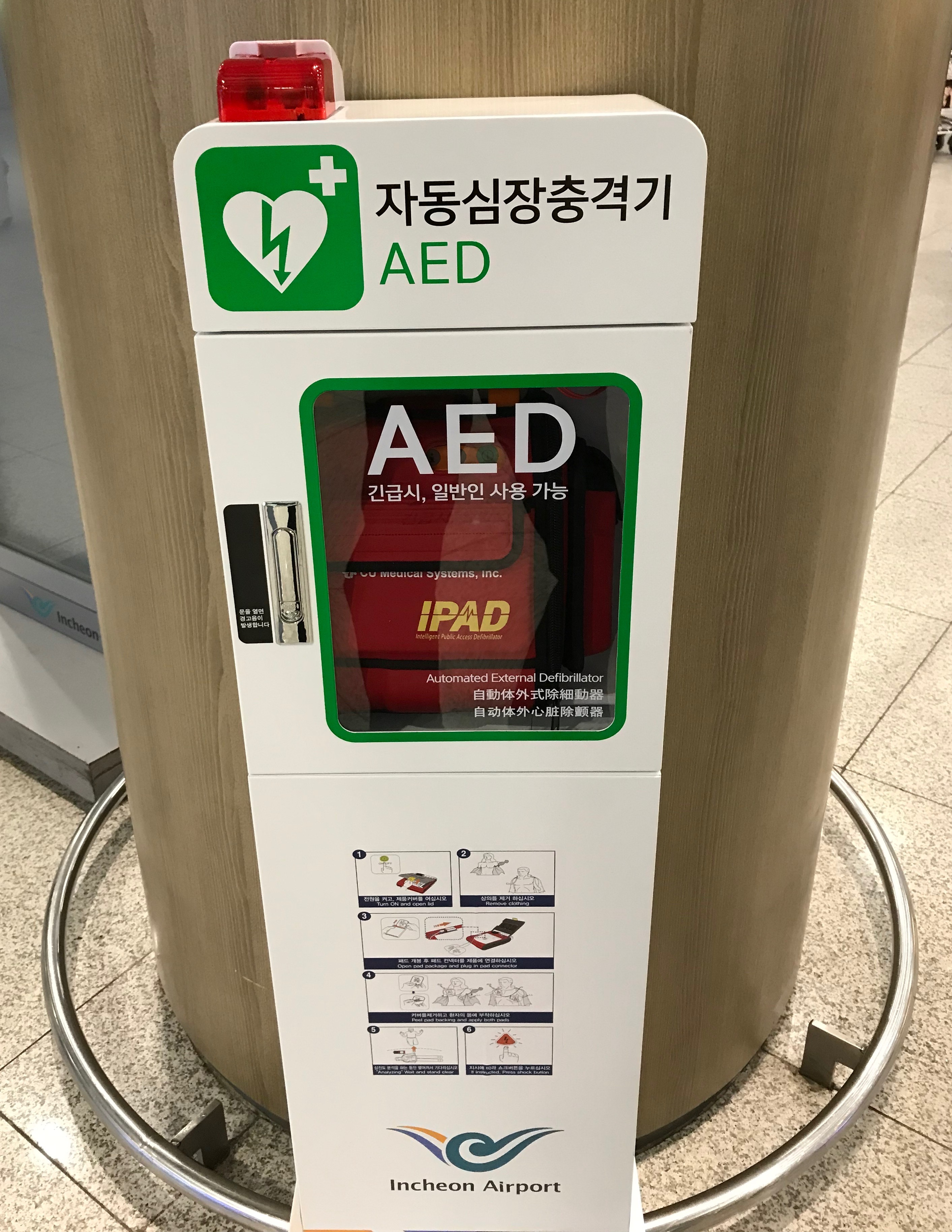
인천 공항에 배치된 자동심장충격기

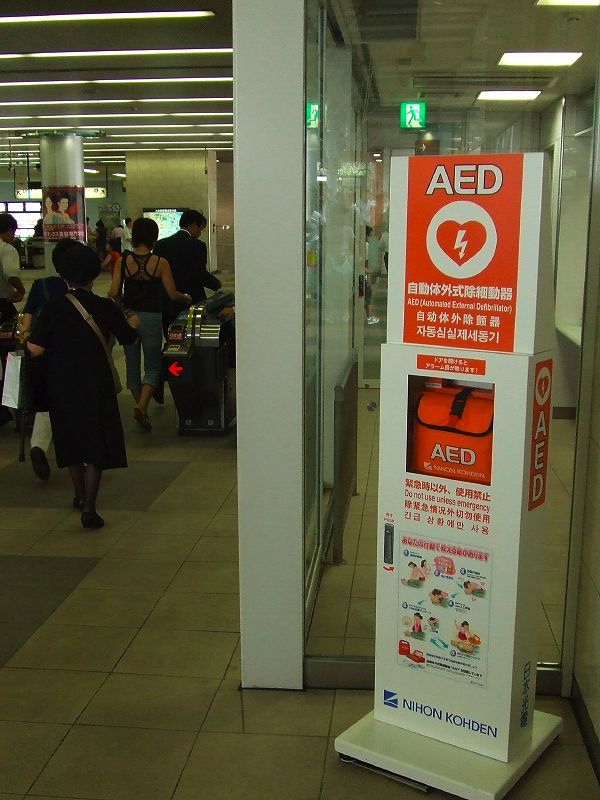
일본의 철도역에 있는 AED. AED 박스에는 일본어, 영어, 중국어, 한국어로 어떻게 사용하는 지에 대한 설명이 있고, 역의 직원은 제세동기를 사용할 수 있도록 훈련 받는다.

자동심장충격기는 자동적으로 환자의 심장 박동 패턴을 분석하고, 사용자에게 전기 쇼크(electrical shock)가 필요한지에 대해서 알려주도록 프로그래밍되어 있다. 일반인을 상대로 만든 것이기 때문에 특별히 기계를 제대로 작동시키는데 필요한 사용법을 익힐 필요가 없다. 일반적으로 전기 충격에너지의 충격 시점과 에너지량(joule)을 조절할 수 있는 수동 제세동기는 진단할 수 있는 능력이 있거나, 제세동기를 다양한 상황에서 잘 다룰 수 있는 전문 의료진들만 제한되어 쓸 수가 있다.
또한 이 AED는 박동을 진단 하는데 10~20초 정도 소요되는데, 전문가들은 수동형 제세동기를 이용하면 훨씬 더 빨리 진단하고 치료할 수 있다. 이렇게 분석하는 동안에는 흉부 압박을 하면 안 되는데, 많은 연구에서 장비의 심장 박동 분석에 나쁜 영향을 미치는 것을 보여주고 있다. 이러한 결과가 최근의 제세동기 가이드라인(심장 박동 분석 없이, 매 쇼크 후 2분간의 심폐소생술의 변화에 영향을 주었고, 어떤 사람들은 수동형 제세동기와 그것을 잘 다루는 사람이 있을 때는 AED는 사용하지 않을 것을 제안하였다.
AED는 일반적으로 응급 소생을 하려고 훈련 받은 사람들이 쓰거나, 또는 공공장소 회사나 관공서, 쇼핑 센터, 공항, 레스토랑, 카지노, 호텔, 경기장, 학교, 대학교, 커뮤니티 센터, 피트니스 센터, 헬스 클럽 등을 포함한 곳에서 사용한다.
AED의 위치를 정할 때는 많은 사람들이 모여있는 장소인지, 그리고 갑작스런 심정지 발생 위험율이 높은지를 알기 위해 그 사람들과 관련된 위험 요소들을 고려해 보아야 한다. 예를 들어 10대 중반의 아이들은 일반적으로 젊고 건강하기 때문에 특히나 낮은 발병률 범주에 있다. 가장 주된 소아의 심정지 원인은 호흡 정지와 정신적 외상이다. 이 때는 심장에서 무수축, 무맥성 전기 활동가 훨씬 더 일어나기 쉬운 상태(AED가 소용이 없는 상태)이다. 반면에, 50대 이상의 남성의 비율이 높은 큰 사무실 건물에서는 심정지 발생 위험율이 매우 높은 환경이다.
많은 지역에서 긴급 서비스 차량은 AED를 구비하고 있을 것이다. 대부분 지역에서 EMT-Basics는 수동 제세동기를 배우지 않고, AED를 배우게 된다. 몇몇의 앰뷸런스 들은 수동 제세동기도 가지고 있고 AED도 추가적으로 가지고 있다. 게다가, 몇몇 경찰차나 소방차들도 사고 초기응답자가 사용하기 위해 마련이 되어있다. 또 어떤 지역에서는 사회의 긴급 구조 기관에 보급하여 AED를 가지고 있다가 환자가 발생하면 가져다 주기도 한다. 민간 항공사나 유람선 등의 교통수단에서도 찾아보기가 쉬워졌다. 전문적인 의료진들은 멀리 떨어져 있을 때 AED의 존재는 심장 질환을 가진 환자들의 생존에 있어서 결정적인 요인이라 할 수 있다.
AED는 2가지 종류가 있다 : 전자동식과 반자동식이다. 대부분의 AED는 반자동식이다. 반자동 AED는 자동으로 심장 박동을 진단하고 쇼크가 필요한지 결정한다. 쇼크가 필요하다면 사용자는 쇼크를 가하기 위한 버튼을 눌러야 한다. 전자동 AED는 자동으로 심장 박동을 진단하고, 사용자에게 쇼크가 자동적으로 가해질 동안 잠시 물러나 있도록 안내한다. 또한 몇몇 AED는 수동 오버라이드와 ECG를 출력하는 등의 고급 기능을 가지고 있다.
AED가 눈에 잘 들어 오게 하기 위해서는 밝은 색깔이어야 하고, 건물 입구 근처에 칸막이로 세워져 있어야 한다. 이 보호 칸막이가 열려 있거나 제세동기가 없어졌다면, 누군가는 버져를 눌러서 가까이 있는 직원에게 없어진 사실을 알려야 것이다. AED 조작하는 것을 배운 모든 사람들은 AED를 보내거나 사용할 때, 전화로 앰뷸런스를 불러야 한다는 것을 알아야 한다. 환자들은 의식이 없으므로 항상 앰뷸런스를 동반해야 한다.

### 삽입형 전기 제세동기
자동 내부 제세동기로도 알려져 있다. 삽입형 전기 제세동기는 신체에 직접 삽입되어 사용되는데, 페이스메이커와 비슷한 기능을 한다. 환자의 심장 박동을 계속적으로 관찰하다가 기계에 프로그래밍이 되어있는 대로 자동으로 다양한 상황(다소 위협적인 부정맥 등)에서 쇼크를 가해주게 된다. 최근의 많은 제세동기들이 심실세동, 심실빈맥, 심실상성 부정맥과 심방세동과 같은 양성 부정맥 들을 구분 할 수 있다. 몇몇 제세동기는 쇼크를 통한 심박 정상화를 하기 전에 초과 박동 조율을 하기도 한다. 생명에 위협이 되는 부정맥이 심실세동일 경우에는 심장 주기와 관련 없이 즉시 강력한 전기적 자극을 심근에 전달하도록 프로그래밍 되어있다.
한번씩 환자의 ICD에서 발화가 계속 되거나 또는 부적절하게 일어나는 경우가 있다. 이 경우에 제세동기의 배터리 수명을 급격히 줄어들게 하고, 환자들에게도 상당한 통증과 걱정을 주기 때문에 응급 상황이라 할 수 있다. 그리고 어떤 경우는 사실상 생명까지도 위협할 수 있다. 요즘엔 응급 진료원들이 고리 모양의 자석을 가지고 있는데, 그 자석을 ICD 제세동기 위에 놓으면, 페이스메이커가 계속 작동 하더라도 사실상 제세동기의 쇼크 기능을 못하게 된다. 제세동기가 부정확하게 자주 쇼크를 일으키게 되면, 응급 의료진은 진정제를 투여해야 한다.

### 착용 가능한 제세동기
AICD에서 발전된 것이 휴대 가능한 외부 제세동기인데, 이것은 조끼처럼 몸에 착용할 수가 있다. 착용 가능한 제세동기는 환자를 24시간 동안 관찰하다가, 필요하면 자동으로 전기 충격을 준다. 이는 주로 ICD의 수술을 기다리거나 혹은 ICD 삽입이 불가능한 고위험군에서 사용된다. 2011년 2월 이후로 오직 한 회사만이 이 휴대 가능한 외부형 제세동기를 만들어 한정적으로 사용되고 있다.

## 같이 보기
- 자동심장충격기
- 구급차
- 심근 경색